# Liquigás
Liquigás, est une entreprise brésilienne de distribution de GPL. Elle est filiale de Petrobras.
Elle sponsorise notamment de club de football du Botafogo de Futebol e Regatas